# Spiromastix grisea
Spiromastix grisea är en svampart som beskrevs av Currah & Locq.-Lin. 1988. Spiromastix grisea ingår i släktet Spiromastix och familjen Ajellomycetaceae.   Inga underarter finns listade i Catalogue of Life.